# هنری پیترسن
هنری پیترسن (دانمارکی: Henry Petersen؛ ۱ اکتبر ۱۹۰۰ – ۲۴ سپتامبر ۱۹۴۹) ورزشکار پرش با نیزه اهل دانمارک بود.